# La Roda
La Roda – miasto w Hiszpanii, we wspólnocie autonomicznej Kastylia-La Mancha. W 2007 liczyło 15 559 mieszkańców.